# Aloe coarctata
Aloe coarctata é uma espécie de liliopsida do gênero Aloe, pertencente à família Asphodelaceae.